# Finlands svenska skolungdomsförbund
Finlands Svenska Skolungdomsförbund, FSS, är ett partipolitiskt och religiöst obundet utbildningspolitiskt förbund som arbetar för de ungas ord och för att förbättra de finlandssvenska skolungdomarnas vardag. FSS medlemmar utgörs av elever och studerande i grundskolans övre klasser och på andra stadiet, dvs. gymnasier, yrkesläroanstalter och folkhögskolor, i Finland. FSS grundades år 1921 och har än idag aktiv verksamhet i hela Svenskfinland. FSS är det enda förbundet som har verksamhet för målgruppen på svenska i Finland, det enda finländska förbund som representerar grundskoleelever och det enda förbund som för samman skolungdomar oavsett skolstadium eller utbildningsinriktning. 
FSS stöder elev- och studerandekårer i deras arbete genom utbildningar och evenemang. Genom att bli medlem i FSS får man ett studiekort som beviljar studierabatt, bland annat i tåg och bussar. Rabatt beviljas även på bland annat teatrar, skivbutiker, simhallar och många andra ställen som erbjuder studeranderabatt. Andra medlemsförmåner är FSS-kalendern, en kalender anpassad helt för finlandssvenska skolungdomar, tidningen EBL och självklart all verksamhet.
För att förbättra vardagen och intressebevaka för de finlandssvenska skolungdomarna strävar de förtroendevalda till att synas och höras där de kan påverka. FSS-aktiva hörs i radio, skriver insändare, startar debatter och deltar i möjligast många möten och sammanträden som på nåt sätt berör skolungdomar.
FSS arrangerar därutöver olika evenemang, vars syfte är att föra samman finlandssvenska ungdomar för att utbilda, skapa nätverk, påverka och ha roligt. Den årligen återkommande Kulturkarnevalen, där deltagarna får delta i olika workshops dvs. "labb" har ordnats sedan 2002. Kulturkarnevalen har vuxit i popularitet och har snabbt blivit en institution i närapå samma klass som Stafettkarnevalen.
Elevriksdagen, ERIK, fungerar som FSS årsmöte och är förbundets högsta beslutande organ. Där behandlas utbildningspolitiska ärenden på både högre och lägre nivå. Man väljer ny styrelse och ordförande, godkänner en ny verksamhetsplan och debatterar FSS politiska program. På ERIK får alla medlemmar i FSS delta och rösta. Första Elevriksdagen ordnades år 1955.
På internationell nivå arbetar FSS för elevrättigheter genom den europeiska takorganisationen OBESSU (Organising Bureau of European School Student Union) där FSS är medlem. FSS är ett feministiskt förbund.

## Förbundsordförande
- 2024-2025 Niko Partanen (Helsingfors)
- 2023-2024 Cecilia Huhtala (Malax)
- 2022-2023 Cecilia Huhtala (Malax)
- 2020-2022 Alexandra Wegelius (Närpes)
- 2019-2020 Emilie Jäntti (Ekenäs)
- 2018-2019 Bicca Olin (Borgå)
- 2017-2018 Bicca Olin (Borgå)
- 2016-2017 Nicholas Kujala (Esbo)